# Кунова (Словенія)
Кунова (словен. Kunova) — поселення в общині Горня Радгона, Помурський регіон, Словенія. Висота над рівнем моря: 280,3 м.